# Lixia
För andra betydelser, se Lixia (olika betydelser).
Lìxià (pīnyīn), Rikka (rōmaji) eller Ipha (romaja) (kinesiska och japanska: 立夏; koreanska: 입하(S)/립하(N); vietnamesiska: Lập hạ; bokstavligen ”sommaren infaller”) är den sjunde solarperioden i den traditionella östasiatiska lunisolarkalendern (kinesiska kalendern), som delar ett år i 24 solarperioder (節氣). Lixia börjar när solen når den ekliptiska longituden 45°, och varar till den når longituden 60°. Termen hänvisar dock oftare till speciellt den dagen då solen ligger på exakt 45° graders ekliptisk longitud. I östasiatiska kulturer anses dagen vara den första sommardagen. I den gregorianska kalendern börjar lixia vanligen omkring den 5 maj och varar till omkring den 21 maj.